# OS/360
OS/360е операционна система (ОС), разработена от IBM през 60-те години като единна операционна система за цяла серия от различни машини и това обуславя големия им пазарен успех. Днешните ОС в мейнфрейм компютрите на IBM са далечни потомци на тази оригинална система, но приложният софтуер, писан за OS/360, все още е използваем. Тази ОС въвежда и концепцията за контрол на всички системни ресурси, включително разпределението на основната и допълнителната памет, като при прекратяване на някой процес независимо по каква причина контролът върху ресурсите се връща на ОС.